# Segunda Sección del Barrio de Santiago
Segunda Sección del Barrio de Santiago är en ort i Mexiko, tillhörande kommunen Tepotzotlán i delstaten Mexiko. Segunda Sección del Barrio de Santiago ligger i den centrala delen av landet och tillhör Mexico Citys storstadsområde. Orten hade 961 invånare vid folkräkningen 2010.